# 鄱阳郡
鄱阳郡，中国东汉时设置的郡。

## 建置沿革

### 六朝
建安十五年（210年），孙权分豫章郡置鄱阳郡，治所在鄱阳县（今江西省鄱阳县东北古县渡，赤乌八年移治今鄱阳县）。属扬州。辖境相当今江西省鄱阳湖以东信江、昌江、乐安江流域（婺源县除外）及进贤、都昌等县地。
西晋时移治广晋县（今江西省鄱阳县北石门街镇），領九縣：廣晉、鄱陽、樂安、餘汗、上饒、鄡陽、歷陵、葛陽、晉興。西晉後期，鄱阳郡為豫章國的支郡，太守改稱內史。後省鄡陽、歷陵、晉興三縣。南朝齐复治鄱阳县（今属江西省）。

### 隋唐
隋文帝开皇九年（589年）滅陳，廢鄱陽郡，其地屬饒州。隋煬帝大业三年（607年），改饒州为鄱陽郡。鄱陽郡領三縣：鄱陽、餘干、弋陽。
唐高祖武德四年（621年），平江左，置饒州。唐玄宗天寶元年（742年），改饒州為鄱陽郡。鄱陽郡領四縣：鄱陽、餘干、樂平、浮梁。唐肃宗乾元元年（758年），復改鄱陽郡為饒州。

## 人口
- 晉武帝太康三年（282年），鄱陽郡有6100戶。[1]
- 宋孝武帝大明八年（464年），鄱陽郡有3242戶，10950口。[2]
- 隋煬帝大業五年（609年），鄱陽郡有10102戶。[3]
- 唐玄宗天寶十三載（754年），鄱陽郡有40899戶，244350口。[4]

## 行政長官

### 鄱陽太守（210年—289年）
- 步騭，字子山，臨淮淮陰人，漢獻帝建安十五年（210年）出領。[5]
- 周魴，吳大帝黃武七年（228年）在任。[6]
- 魏滕，字周林，吳大帝時在任。[7]
- 虞翔，會稽章安人，孫亮時在任。[8]

### 鄱陽內史（289年—304年）
- 虞溥，字允源，高平昌邑人，晉惠帝時在任。[9]

### 鄱陽內史（306年—310年代）
- 王廙，字世將，琅邪臨沂人，晉懷帝永嘉六年（312年）出任。[10]

### 鄱陽太守（310年代—455年）
- 王廙，字世將，琅邪臨沂人，由內史改號。[11]
- 顧眾，字長始，吳郡吳人，晉元帝時在任。[10]
- 熊縉，豫章南昌人，東晉時在任。[12]
- 紀睦，晉成帝咸和三年（328年）在任。[13]
- 庾翼，字稚恭，河南陽翟人，晉成帝時在任。[14]
- 阮寧，陳留尉氏人，東晉時在任。[15]
- 桓放之，晉安帝隆安二年（398年）在任。[16]
- 徐放，楚武悼帝時（404年）在任。[17]
- 虞丘進，字豫之，東海郯人，晉安帝義熙六年（410年）到八年（412年）在任。[18]
- 童敏之，晉安帝義熙六年（410年）由盧循任命。[18]
- 胡藩，字道序，豫章南昌人，晉安帝義熙八年（412年）出任。[19]
- 吳延之，濮陽鄄城人，晉、宋之際在任。[20]
- 謝恂，陳郡陽夏人，宋時在任。[21]
- 褚法顯，河南陽翟人，宋時在任。[22]
- 杜仲儒，宋孝武帝孝建元年（454年）伏誅。[23]

### 鄱陽內史（455年—471年）
- 丘景先，宋明帝泰始二年（466年）在任。[24]
- 費曇，宋明帝泰始二年（466年）出任。[24]

### 鄱陽太守（471年—479年）
- 沈雍之，吳興武康人，宋時在任。[23]

### 鄱陽內史（479年—494年）
- 王瞻，字思範，琅邪臨沂人，齊武帝時在任。[25]

### 鄱陽相（494年—499年）
- 柳惲，字文暢，河東解人，齊明帝時在任。[25]

### 鄱陽內史（501年—557年）
- 陸襄，字師卿，吳郡吳人，梁武帝中大通六年（534年）出任。[26]
- 范胥，字長才，南鄉舞陰人，梁武帝大同中在任。[27]
- 柳偃，字彥游，河東解人，梁簡文帝大寶元年（550年）卒官。[25]
- 王質，字子貞，琅邪臨沂人，梁元帝承聖三年（554年）離任。[28]

### 鄱陽內史（560年—589年）
- 魯天念，陳宣帝太建五年（573年）離任。[29]
- 周法僧，汝南安成人，陳宣帝太建十一年（579年）出任。[30]

### 鄱陽郡太守（607年—621年）
- 梁文謙，安定烏氏人，隋煬帝時在任。[31]

### 鄱陽郡太守（742年—758年）
- 周择从（746年）
- 李良（746年）
- 上官经野（750年），唐玄宗天宝九载（750年）检校。[32]
- 张渐（750年）
- 林万宠（天宝年间）
- 于幼卿（754年）
- 任进（天宝年间）
- 刘某（天宝年间）[33]

## 國主

### 西晉豫章國（289年—304年）
| 豫章國（289年—304年） |        |    |        |             |                  |
| 代數                  | 封爵   | 謚 | 姓名   | 在位時間    | 備註             |
| 1                     | 豫章王 |    | 司馬熾 | 289年—304年 | 晉武帝第二十五子 |
| 立為皇太弟，國除      |        |    |        |             |                  |

### 西晉豫章國（306年—311年）
| 豫章國（306年—311年） |        |    |        |             |              |
| 代數                  | 封爵   | 謚 | 姓名   | 在位時間    | 備註         |
| 1                     | 豫章王 |    | 司馬詮 | 306年—307年 | 司馬遐第三子 |
| 2                     | 豫章王 |    | 司馬端 | 307年—311年 | 司馬遐第四子 |
| 立為皇太子，國除      |        |    |        |             |              |

### 南朝宋鄱陽國（455年—471年）
| 鄱陽國（455年—471年）丨食邑2000戶 |          |      |        |             |                |
| 代數                              | 封爵     | 謚   | 姓名   | 在位時間    | 備註           |
| 1                                 | 鄱陽郡王 | 哀王 | 劉休業 | 455年—456年 | 宋文帝第十五子 |
| 2                                 | 鄱陽郡王 |      | 劉士弘 | 462年—471年 | 劉休業兄子     |

### 南朝齊鄱陽國（479年—494年）
| 鄱陽國（479年—494年）丨食邑2000戶 |          |    |      |             |              |
| 代數                              | 封爵     | 謚 | 姓名 | 在位時間    | 備註         |
| 1                                 | 鄱陽郡王 |    | 蕭鏘 | 479年—494年 | 齊高帝第七子 |

### 南朝齊鄱陽國（494年—499年）
| 鄱陽國（494年—499年）    |              |    |        |             |      |
| 以定策之功封，食邑3000戶 |              |    |        |             |      |
| 代數                     | 封爵         | 謚 | 姓名   | 在位時間    | 備註 |
| 1                        | 鄱陽郡開國公 |    | 陳顯達 | 494年—499年 |      |
| 伏誅，國除               |              |    |        |             |      |

### 南朝齊鄱陽國（501年—502年）
| 建安國（494年—501年）/鄱陽國（501年—502年） |                   |    |        |             |              |
| 代數                                        | 封爵              | 謚 | 姓名   | 在位時間    | 備註         |
| 1                                           | 建安郡王→鄱陽郡王 |    | 蕭寶夤 | 494年—502年 | 齊明帝第六子 |

### 南朝梁鄱陽國（502年—557年）
| 鄱陽國（502年—557年）\|食邑2000戶→3000戶 |          |        |      |             |              |
| 代數                                     | 封爵     | 謚     | 姓名 | 在位時間    | 備註         |
| 1                                        | 鄱陽郡王 | 忠烈王 | 蕭恢 | 502年—526年 | 梁文帝第九子 |
| 2                                        | 鄱陽嗣王 |        | 蕭範 | ？—550年    | 蕭恢子       |
| 3                                        | 鄱陽嗣王 |        | 蕭循 | 556年       | 蕭範弟       |

### 南朝陳鄱陽國（560年—589年）
| 鄱陽國（560年—589年） |          |    |        |             |              |
| 代數                  | 封爵     | 謚 | 姓名   | 在位時間    | 備註         |
| 1                     | 鄱陽郡王 |    | 陳伯山 | 560年—589年 | 陳文帝第三子 |